# Kamuflaż letni
Kamuflaż letni (ros. Летний камуфляж) – radziecki maschałat wprowadzony do użytku w roku 1927.
Komplet maskujący składał się z dwóch części: bluzy (z kapturem) i spodni. Całość wykonana była z zielonej tkaniny. Dla uzyskania lepszego efektu kamuflażu do tkaniny przyklejono kawałki gąbki.
W czasie II wojny światowej takie stroje były na wyposażeniu m.in. radzieckich snajperów oraz zwiadowców.
Po II wojnie światowej część tych strojów trafiła na wyposażenie Czechosłowackiej Armii Ludowej.